# Monica Eek
Monica Eek, född Weinzierl, senare även Eek-Olsson, född 9 december 1941 i Alingsås, är en svensk TV-producent och barnskådespelare.

## Biografi
Monica Weinzierl var barnskådespelare och hade roller i flera filmer 1948–1955. Efter normalskolekompetens 1958 arbetade hon i USA.
År 1961 anställdes hon av Sveriges Radio. Först fick hon öppna kuvert för melodiradion, senare blev hon scripta. Åren 1966–1967 åkte hon med dåvarande maken Leonard Eek till Australien för att få erfarenhet från Network Ten och Nine Network. I Sverige fortsatte hon som scripta och senare som TV-producent.
Vid kanalklyvningen kom hon till TV2, där hon tillhörde nöjesredaktionen. På 1980-talet låg hon bakom program som Nöjesmaskinen och Nöjesmassakern. Efter en omorganisation i TV-huset 1987 var hon producent vid Kanal 1 Drama.
I december 1988 utsågs hon till chef för Kanal 1 Nöje, med tillträde den 1 juli 1989. Hon efterträdde Sven Melander. Som nöjeschef beställde hon ett stort antal program som skulle få premiär de kommande åren, däribland Trekvart,  Söndagsöppet, Röda tråden och 7–9. Hon var också medlem i den EBU-grupp som skulle förändra Eurovision Song Contest när öststaterna blev medlemmar 1993.
Eek slutade som nöjeschef den 1 augusti 1993. Mats Andersson, som tidigare varit biträdande nöjeschef, efterträdde henne. Hon fortsatte arbeta som producent på SVT.
År 1996 lämnade hon SVT för att starta det egna produktionsbolaget Monica Eek Productions.

## Familj
Eek har varit gift med TV-producenten Leonard Eek. Hon har därefter varit gift med Ola Olsson.

## Producent
- 1971 – Fredag med familjen Kruse
- 1973 – Pratmakarna
- 1982–1984 – Nöjesmaskinen
- 1985 – Nöjesmassakern

## Filmografi
Roller i urval:
- 1948 – Eva
- 1949 – Törst
- 1949 – Kvinna i vitt
- 1950 – Restaurant Intim
- 1950 – Fästmö uthyres
- 1953 – Ingen mans kvinna
- 1954 – Skattefria Andersson
- 1955 – Enhörningen

### Webb
- Monica Eek på Svensk Filmdatabas